# Éparchie Saint-Thomas-Apôtre de Sydney des Chaldéens
Pour les articles homonymes, voir éparchie Saint-Thomas-Apôtre.
L'éparchie Saint-Thomas-Apôtre de Sydney des Chaldéens est une juridiction de l'Église catholique destinée aux fidèles de l'Église catholique chaldéenne, Église orientale en communion avec Rome, résidant en Australie et dans toute l'Océanie. 

## Histoire et organisation
L'éparchie est érigée par Benoît XVI par la constitution apostolique Sydneyensis du 21 octobre 2006, sous le vocable de saint Thomas l'Apôtre.

## Territoire
Le territoire de l'éparchie couvre non seulement l'Australie mais également l'ensemble de l'Océanie.

## Liste des éparques
- 21 octobre 2006-15 janvier 2015 : Djibrail Kassab
- depuis le 15 janvier 2015 : Amel Shimoun Nona (archéparque à titre personnel)

### Sources
- Fiche de l'éparchie sur le site catholic-hierarchy.org